# Sadeler

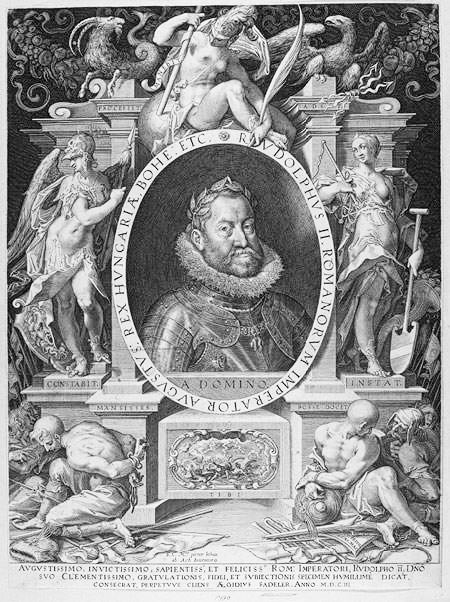
Egidius Sadeler: Rudolf II. (1603)

Sadeler je příjmení rozvětvené a velmi produktivní rodiny vlámských umělecko-řemeslných grafiků, rytců, malířů a vydavatelů, kteří působili v 16. a 17. století ve španělském Nizozemí, Německu, Itálii i v Čechách. Často tvořili a vydávali velmi kvalitní mědirytinové reprodukce významných současných nizozemských (Roelant Savery, Bartholomaeus Spranger, Martin de Vos, aj.) a italských malířů. Pracovali technikou mědirytu nebo leptu, navzájem velmi podobným způsobem. Práce, které nejsou podepsané (signované), je velmi obtížné přesně přiřadit jednotlivým členům. Nejznámější je Jiljí či Aegidius Sadeler II., dvorní grafik Rudolfa II. a autor známého pohledu na Prahu z roku 1606.

## Rodokmen

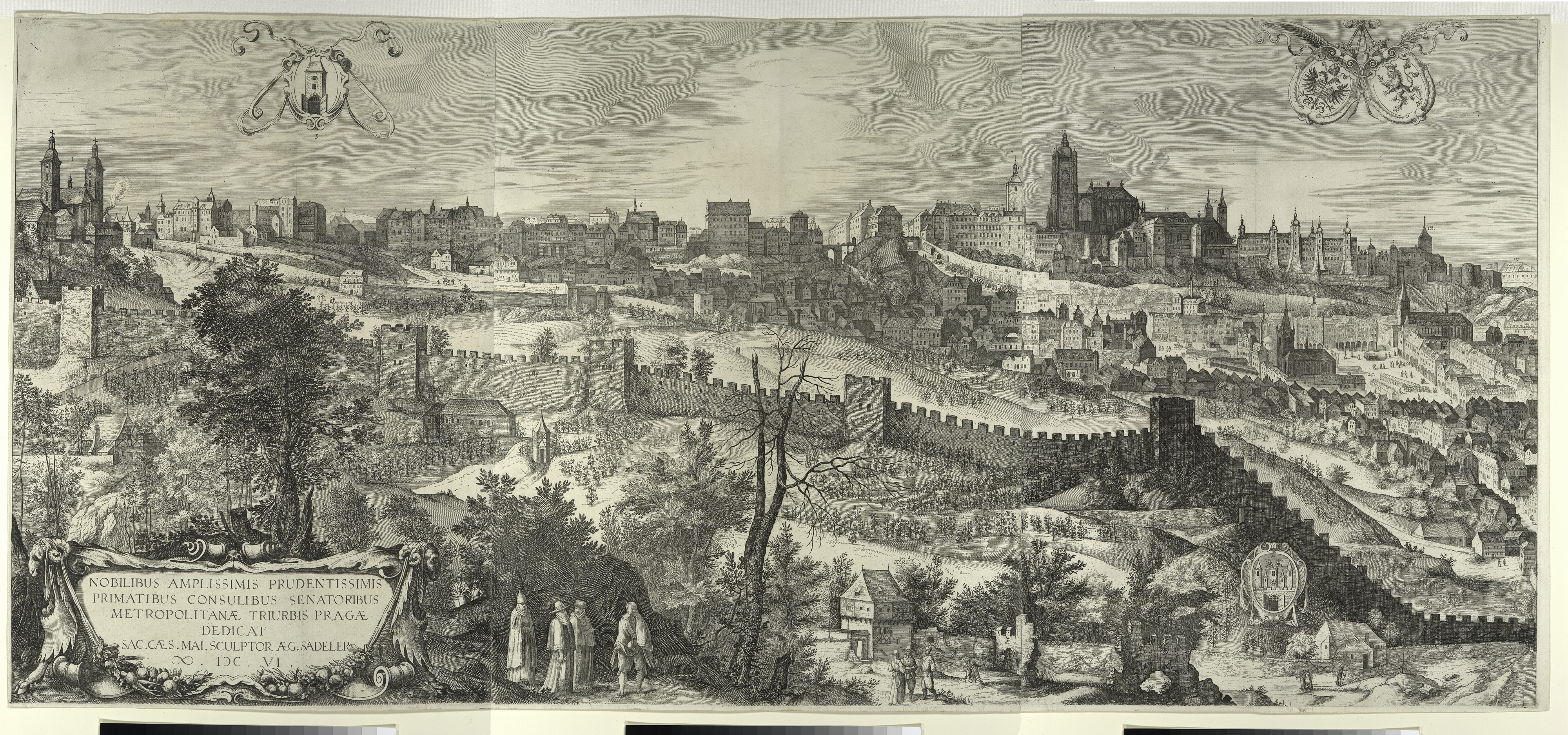
Aegidius Sadeler: Pohled na Prahu

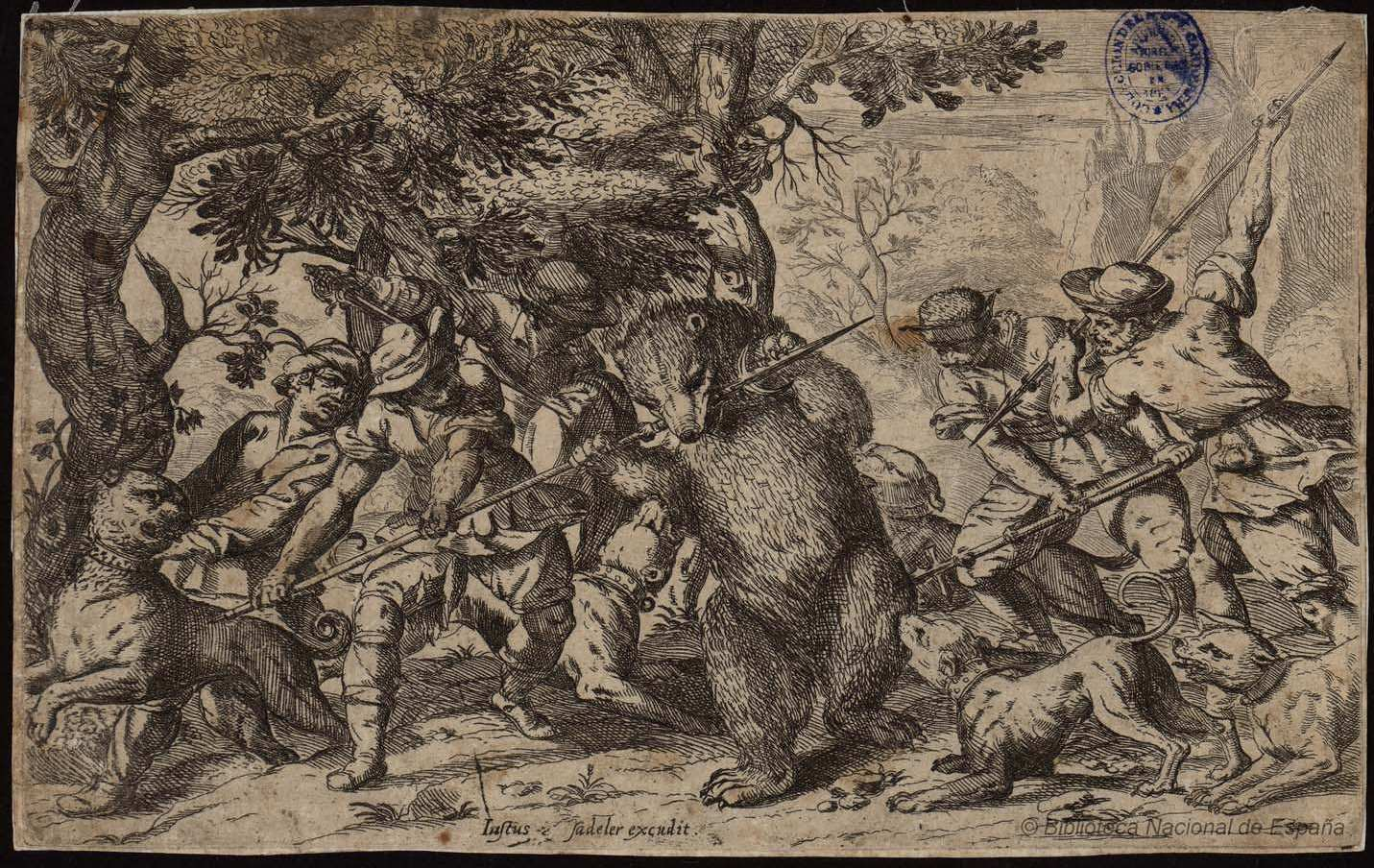
Justus Sadeler: Lov na medvěda

Zakladatel rodu, Jan de Sayelleer z Aalstu byl rytec zbroje a měl tři syny, Jana, Aegidia a Rafaela.
- Jan I. Sadeler (asi 1550 Brusel - asi 1600 Benátky) pracoval v Antverpách, kde se roku 1572 oženil. Po dobytí Antverp roku 1585 odešel s bratrem Janem do Německa, kde pracovali v různých městech, až 1593 odešli do Itálie, kde patrně zemřel.
  - Justus Sadeler (po 1572 Antverpy - asi 1620 Leyden)
  - Marcus Christoph Sadeler (1614 Mnichov, aktivní do 1650)
- Aegidius I. Sadeler (1555 Brusel - asi 1609 Frankfurt nad Mohanem)
  - Aegidius II. Sadeler (po 1570 Antverpy - 1629 Praha) byl nejvýznamnější člen rodiny, žil v Kolíně a v Mnichově, roku 1593 pracoval v Římě a od roku 1597 do smrti v Praze jako dvorní rytec císařů Rudolfa II., Matyáše a Ferdinanda III. Byl nejvýznamnější z celé rodiny. Vytvořil první vědecky přesný panoramatický pohled na Prahu, dále několik desítek portrétů, převáděl do mědirytu obrazy soudobých malířů. Jeho syn Tobias Sadeler pracoval v letech 1670–1675 ve Vídni.
- Rafael I. Sadeler (1560 Antverpy - 1628 nebo 1632 tamt.) od roku 1585 pracoval s bratrem Janem v Německu (Kolín nad Rýnem, Mohuč, Mnichov) a v Itálii (Verona, Benátky). V letech 1604–1622 pracoval v Mnichově. Jeho synové:
  - Rafael II. Sadeler (1584 Antverpy - 1627 nebo 1632 tamtéž)
  - Jan II. Sadeler (1588 - 1665) rytec a vydavatel
  - Filips (Philipp) Sadeler (asi 1600, aktivní do 1650) rytec a zlatník[1]

## Galerie

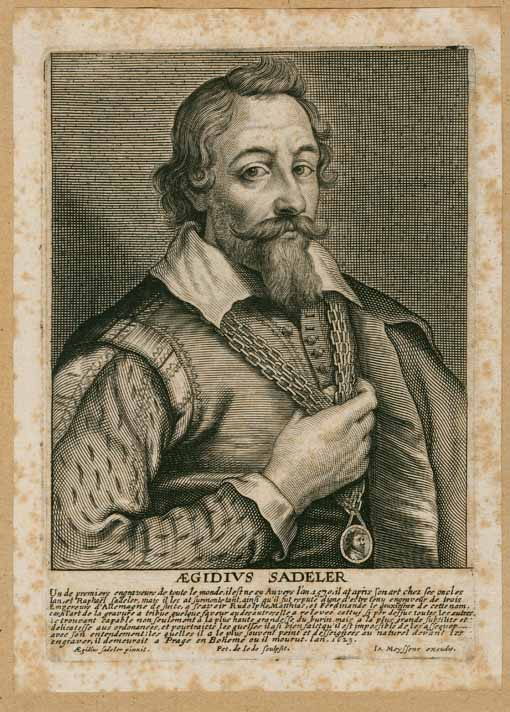
Aegidius Sadeler II.
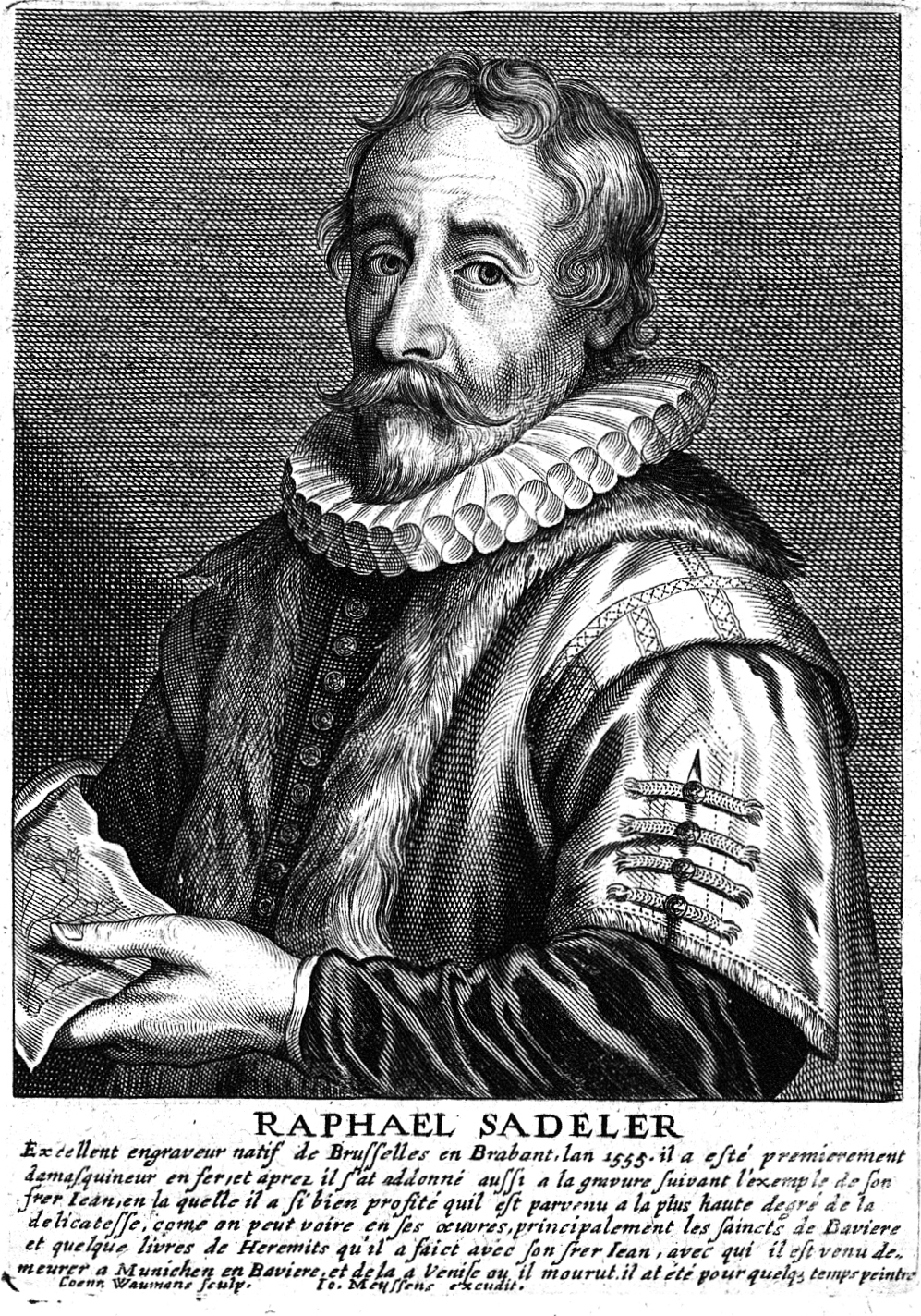
Raphael Sadeler.
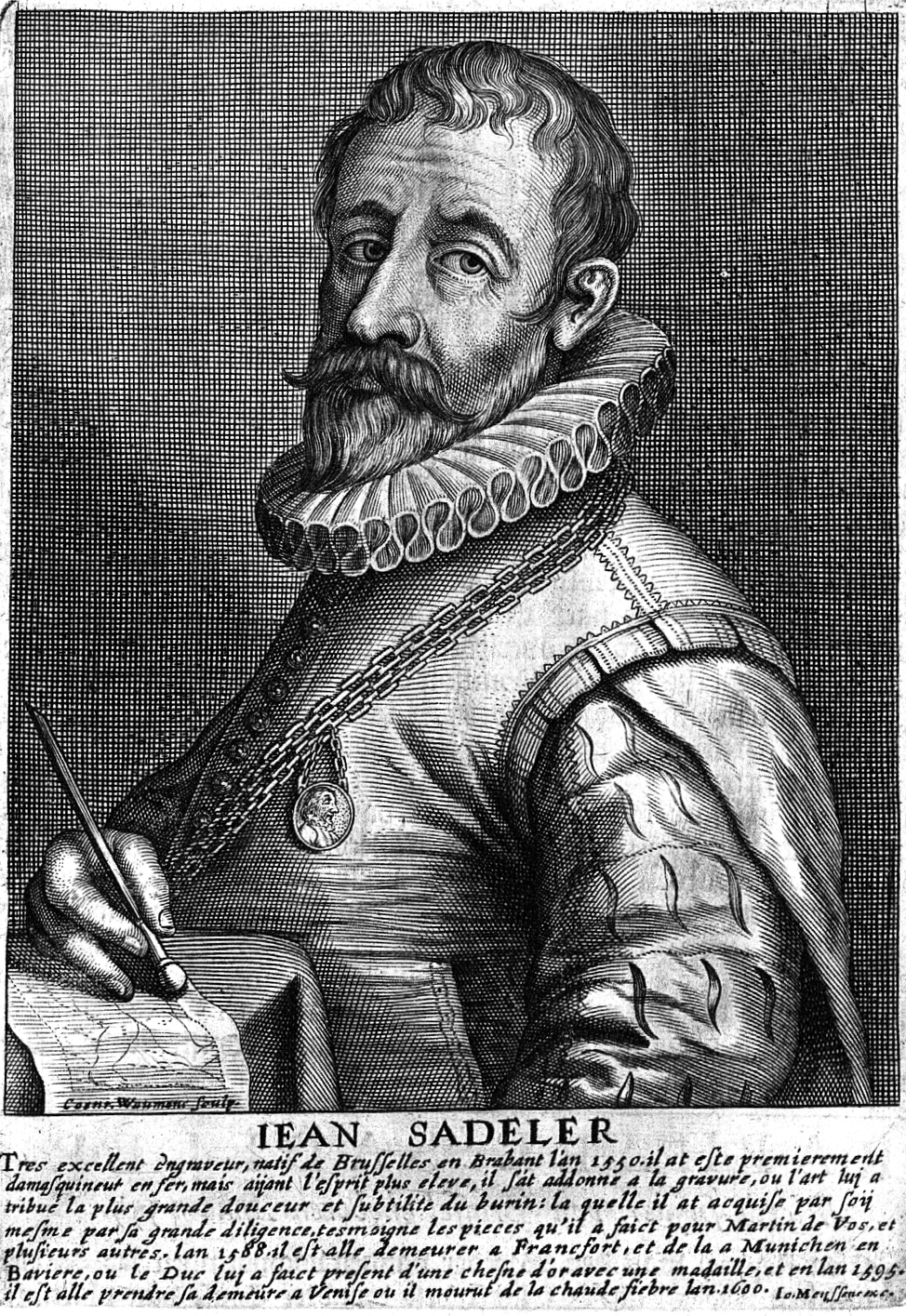
Jan Sadeler.